# 赫拉兹丹體育場
赫拉茲丹體育場是一座位於亞美尼亞首都葉里溫市的多功能全座位體育場，於1970年開放，作為亞美尼亞最大的運動場地，赫拉茲丹體育場主要用於足球比賽。它曾是亞美尼亞國家足球隊的主場，直到1999年後，偶爾會舉辦國際比賽。該體育場最近一次重建於2008年，改建成全座位體育場，可容納54,208名觀眾。在重建之前，赫拉茲丹體育場能容納多達70,000名觀眾，是蘇聯容量最大的四座體育場之一。該體育場多次舉辦亞美尼亞盃決賽，以及2003年泛亞美尼亞運動會的開幕式。1978年，蘇聯國家足球隊曾舉行了兩場比賽，分別對陣芬蘭和希臘。

## 歷史

### 起源和建設
在1950年代，蘇聯部長會議第一副主席阿纳斯塔斯·米高扬訪問葉里溫時，提出在赫拉茲丹河谷建造一座足球場的初步想法。在他住在一座俯瞰赫拉茲丹河的山丘上的總統莊園期間，他觀察到赫拉茲丹峽谷的“天然露天劇場”，並提議建造一個可容納30,000座位的足球場。然而這個想法往後幾年未被考慮過。1967年，亚美尼亚苏维埃社会主义共和国當局以慶祝亞美尼亞在1970年蘇聯化50周年。由前舉重運動員科倫·哈科皮揚（Կորյուն Հակոբյան）和前劍擊運動員古爾根·穆什吉安（Գուրգեն Մուշեղյան）領導一組建築師提出了在峽谷上建造一個可容納大約75,000名觀眾的足球場的建設計劃。
該項目總共分配500萬盧布的資金。建設工程於1969年下半年開始，並在卡洛斯特·古爾本基安基金會（Calouste Gulbenkian Foundation）的資助下，在18個月的時間內完成。建設過程受到共產黨領袖卡连·杰米尔强的高度監管。最終，場館於1970年11月完工。1970年11月29日，蘇聯領導人列昂尼德·勃列日涅夫出席慶祝亞美尼亞蘇維埃社會主義共和國成立50周年的活動，宣佈場館正式開幕。然而由於大雪開幕式被推遲。

### 建築團隊
赫拉茲丹體育場的歷史與亞美尼亞足球的歷史密切相關，該體育場在創紀錄的18個月內建成，是世界上第一個建在山地中的體育場。該運動場的建築師是來自亞美尼亞的科倫·哈科皮揚（Կորյուն Հակոբյան）和古爾根·穆什吉安（Գուրգեն Մուշեղյան）。建築過程由工程師愛德華·托蘇尼安（Էդվարդ Թոսունյան）監管。體育場的建築小組被授予1971年最佳建築獎，並受到蘇聯政府的嘉獎。

## 翻新

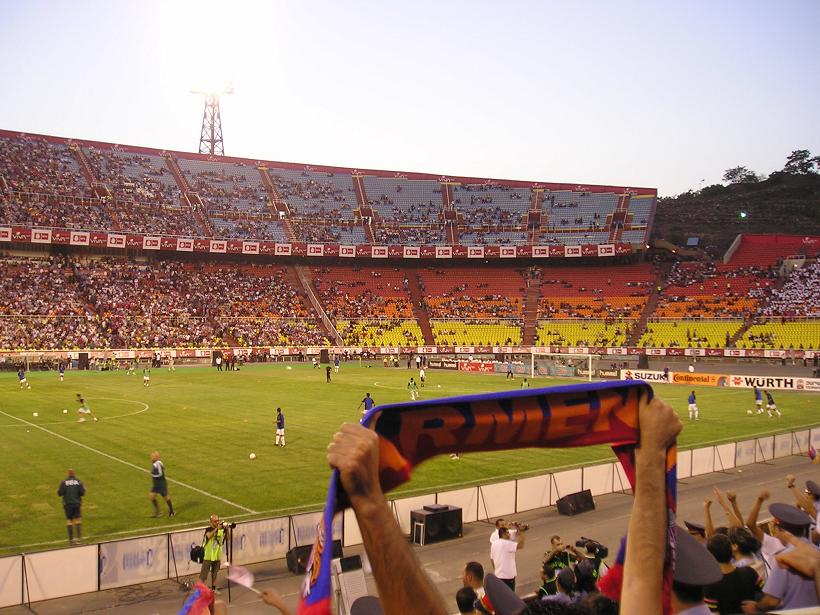
2008年的體育場

2003年，體育場私有化並出售給赫拉茲丹控股股份公司（Hrazdan Holding CJSC），該公司於2005年開始翻新體育場。2008年底體育場完成翻新並且改建成全座位體育場。體育場於2008年9月6日舉辦亞美尼亞對土耳其的比賽，這是自1999年9月8日與法國國家足球隊進行2000年歐洲國家盃預選賽以來，亞美尼亞國家足球隊在這個場地上進行的第一場比賽。這場比賽新上任的亞美尼亞總統谢尔日·萨尔基相和土耳其總統阿卜杜拉·居尔均有出席，超過30,000名觀眾到場觀看。
2012年，體育場進行第二期翻新，根據亞美尼亞足球協會主席魯本·海拉佩蒂安（Ռուբեն Հայրապետյան）的說法，體育場共花費總計600萬歐元進行基礎設施，球場，跑道和安裝全覆蓋的看台。翻新後，該體育場將有機會作為主辦歐洲足協球會級別比賽的決賽場地。翻新工程於2012年3月開始進行，估計總投資額為1000萬美元。

## 重要比賽舉辦
赫拉茲丹體育場於1971年5月19日舉行首場正式足球比賽，艾拉華特在7.8萬名觀眾面前以3-0擊敗卡拉特，亞歷山大·科瓦連科（Ալեքսանդր Կովալենկո，第58分鐘）、奧加內斯·扎納讚揚（Օգանես Զանազանյան，第74分鐘罰球）和尼古拉·卡扎良（Նիկոլայ Կազարյան，第77分鐘）為主隊攻入進球。
在蘇聯時期，這座體育場見證亞美尼亞足球的一些輝煌時刻。1973年，亞美尼亞人慶祝艾拉華特成為蘇聯足球雙料冠軍（聯賽冠軍及盃賽冠軍），成為第一隊亦是唯一一隊亞美尼亞球隊奪得蘇聯雙料冠軍，這使他們有資格參加歐洲冠軍球會杯。在1974–75年歐洲冠軍盃，艾拉華特進入八強遇上卫冕冠軍拜仁慕尼黑，首回合作客以0-2輸給對手；第二回合在赫拉茲丹體育場以1-0擊敗對手，並吸引超過七萬名觀眾，這一仗勝利寫下亞美尼亞足球最重要的勝仗。
1985年，赫拉茲丹體育場是蘇聯舉辦的國際足協世界青年錦標賽的比賽場館之一，舉辦第一組比賽以及一場保加利亞對西班牙的八強賽事。
在亞美尼亞獨立後，體育場一直舉辦亞美尼亞國家隊的比賽，直到1999年，當時規模較小的瓦茲根·薩爾基相共和黨體育場成為了亞美尼亞國家隊的主場。亞美尼亞國家隊觀眾人數有紀錄最多的一場比賽是1996年10月9日舉行的1998年國際足協世界盃外圍賽對德國的比賽，當時有42,000名球迷觀看，最終比賽以德國5-1結束。

## 外部鏈接
- 赫拉茲丹控股官方網站 （页面存档备份，存于）